# Хорайот
«Хорайот», также «Горайот» (др.-евр. הוריות‬, horayoth — «постановления», «решения») , — трактат в Мишне, Тосефте, Вавилонском и Иерусалимском Талмуде, последний в разделе Незикин («Ущербы»).. Трактует ο жертвах, которые должно приносить общество, помазанный священник и «наси» («правитель») за грехи, совершённые в результате следования ошибочному постановлению синедриона.

## Предмет рассмотрения
В Моисеевом законе имеется два фрагмента, трактующих о жертвоприношениях, приносимых во искупление грехов совершённых по ошибке: Лев. 4 и Чис. 15:22—31. Поскольку эти фрагменты противоречат друг другу, предполагается, что речь в них идёт о разных предметах: в книге Чисел — о грехах, связанных с идолопоклонством, а в книге Левит — обо всех остальных грехах. В обоих текстах имеется понятие жертвы за грех, совершённый всем народом. Мишна разъясняет, что такая ситуация возникает в том случае, когда грех был совершён вследствие ошибочного постановления великого синедриона (верховного органа власти). Маймонид в своём комментарии к трактату «Хорайот» перечисляет следующие условия, при которых ответственность за грех лежит не на отдельных нарушителях закона, а на всём обществе:
- 1) ошибочное решение должно быть постановлено в присутствии главы синедриона и всех его членов;
- 2) каждый из них должен иметь полное право присутствовать в синедрионе;
- 3) решение должно быть принято единогласно;
- 4) ошибка должна касаться библейского или вытекающего из Библии закона;
- 5) по этому решению должно поступать большинство жителей страны;
- 6) лица, поступившие по их решению, должны быть уверены в правильности данного решения;
- 7) ошибка должна была произойти от незнания известных частностей закона, а не от незнания ο существовании этого библейского закона вообще (то есть вынесенное решение не должно быть очевидно абсурдным);
- 8) сам синедрион должен вспомнить ο совершенной ошибке.

При отсутствии хотя бы одного из перечисленных условий общественная жертва за грех не приносится, но каждый из тех, которые поступили по ошибочному постановлению, должен принести отдельную жертву, как за свой личный грех.
Библейский закон делает различие относительно рода и способа жертвоприношения между частным лицом, помазанным священником, «наси» и целым обществом. Частное лицо, по неведению (שוגג — «неумышленно») преступившее какую-нибудь заповедь, должно принести в жертву козу или овцу, наси — козла, а помазанный священник или целое общество — тельца. Если нарушение связано с идолопоклонством, частное лицо, независимо от ранга, должно принести в жертву козу, а общество — тельца и козла. Рассмотрение этих законов и разбор всех случаев, при которых согрешившее лицо или общество освобождаются от указанных жертвоприношений, — всё это составляет большую часть содержания трактата.

## Содержание
Трактат «Хорайот» в Мишне содержит 3 главы и 20 параграфов. Как и многие другие трактаты, он завершается любопытными рассуждениями агадического характера.
- Глава первая рассматривает вопрос о том, какие ситуации могут возникнуть в случае принятия великим синедрионом ошибочного решения, и какие жертвы приносятся после обнаружения ошибки.
- Глава вторая разбирает вопросы об ответственности за следование ошибочному решению в некоторых частных случаях, например, если решение вынес первосвященник, или если оно касается законов, связанных с храмовым служением.
- Глава третья начинается с обсуждения вопроса, какую жертву приносит первосвященник или наси, если грех был совершён до их вступления в должность, или наоборот — они оставили свою должность к моменту принесения жертвы. Далее, по характерной для Талмуда ассоциации идей, рассматриваются вопросы о рангах, существовавших среди евреев, и о распределении приоритетов в зависимости от ранга человека.

## Интересные факты
- Трактат «Хорайот» является самым коротким трактатом в Вавилонском Талмуде («Бавли») — 14 листов.
- В Бавли (10а) приводится упоминание о комете Галлея с приблизительным указанием периода её обращения.
- Там же (10б) вводится понятие преступления, совершённого ради неба, и это даже выше, чем исполнение заповеди; в пример приводится поступок Иаили (Суд. 4:17—23 и 5:24).
- В Бавли (12а) рассказывается об обряде помазания еврейских царей. Указывается, что помазывали только тех царей, легитимность власти которых вызывала сомнение. Обряд помазания совершали над водным источником (3Цар. 1:33, 34). Там же рассказывается о практике следования приметам, в частности, упоминается существующий до сих пор обычай есть определённые блюда в праздник Рош ха-Шана в качестве хорошего предзнаменования.
- В Мишне, 3:6 приводится важный галахический принцип о том, что более постоянное идёт первым; это выводится из Чис. 28:23.
- В Мишне, 3:8 перечисляются различные общественные положения, существовавшие среди евреев в зависимости от происхождения человека, определявшие порядок следования при вызывании к чтению Торы и т. д. Порядок этот следующий: сначала священник, затем левиты, израильтяне, незаконнорожденные («мамзер»), нефинеи (потомки гаваонитян), прозелиты, вольноотпущенники. В заключение делается, однако, следующая характерная оговорка: «Всё это — в том случае, если все равны (по своему образованию), но если мамзер (незаконнорожденный) — учёный, а первосвященник — ам-хаарец („невежда“), то учёный мамзер предшествует первосвященнику ам-хаарецу».[1]

## Толкования и комментарии
Комментарий Раши к этому трактату значительно пространнее его комментариев к другим трактатам; напечатан в виленском издании Талмуда (в 1889 г.).
Тосафот относится только к первым двум главам. По своему стилю и методу Тосафот к «Хорайот» носит, главным образом, характер толкования и очень отличается от Тосафот и других трактатов.